# Тарзан і його подруга
Тарзан і його подруга (англ. Tarzan and His Mate) — американський пригодницький фільм Седріка Ґіббонса 1934 року.

## Сюжет
Мартін і Гарі відправляються в експедицію за слоновою кісткою. Їх шлях лежить через рівнини й гори до центру джунглів, де живе Тарзан, його подруга Джейн і шимпанзе, на ім'я Чіта.
В дорозі вони зустрінуть диких левів, хижих крокодилів, гігантських горил і люте плем'я дикунів-людоїдів. Гаррі й Мартін спробують умовити дівчину повернутися в лоно цивілізації, адже в джунглях з Тарзаном, вона піддає себе щохвилинної небезпеки…
Джейн непохитна, вона любить Тарзана, і ніякі вмовляння не змусять її залишити незайманий ліс і свого коханого.

## У ролях
- Джонні Вайссмюллер — Тарзан
- Морін О'Салліван — Джейн Паркер
- Ніл Гемілтон — Гаррі Голт
- Пол Кевена — Мартін Арлінгтон
- Форрестер Гарві — Біміш
- Нейтан Керрі — Сейді
- Доріс Ллойд — місис Каттен
- Еверетт Браун — Пред'явник
- Чіта — Чіта
- Рей Корріген — Горила

## Цікаві факти
Слони у фільмі були не індійські, а африканські. Для грізнішого вигляду тваринам почепили великі ікла і вуха.